# Eleodiphaga martini
Eleodiphaga martini är en tvåvingeart som beskrevs av Henry J. Reinhard 1937. Eleodiphaga martini ingår i släktet Eleodiphaga och familjen parasitflugor.
Artens utbredningsområde är Idaho. Inga underarter finns listade i Catalogue of Life.